# Bataille de la Bicoque
Vous lisez un « bon article » labellisé en 2013.
Pour les articles homonymes, voir bataille de la Bicoque (homonymie).
Sixième guerre d'Italie
La bataille de la Bicoque, du 27 avril 1522, au début de la sixième guerre d'Italie, oppose dans la région de Milan une armée franco-vénitienne commandée au nom de François Ier par Odet de Foix, vicomte de Lautrec, et celles de l'empereur Charles Quint et du pape Léon X, commandées par Prospero Colonna, qui remporte la victoire. Lautrec, ayant perdu une grande partie de son infanterie, est contraint de se replier en Vénétie, laissant ses adversaires maîtres du duché de Milan.
Cette bataille tire son nom d'un lieu-dit Bicocca, aujourd'hui dans les quartiers du nord-est de Milan.
Pris de vitesse par les Impériaux à la fin de 1521 et dissuadé par là-même de marcher directement sur Milan, Lautrec regroupe ses forces pour tenter de couper les lignes de communication de Colonna. Mais les mercenaires suisses au service de la France, n'ayant pas perçu leur solde, exigent un affrontement immédiat, contraignant Lautrec à attaquer les positions retranchées de Colonna dans le parc de La Bicoque. Les piquiers suisses marchent à travers champs sous un tir d'artillerie nourri en direction des positions ennemies lorsqu'ils sont bloqués par un chemin inondé surplombé d'un glacis. Déjà décimés par les tirs des arquebusiers espagnols, ils sont obligés de se replier. Par ailleurs, une charge de la cavalerie française destinée à déborder l'aile de Colonna se solde par un échec. Les Suisses décident d'abandonner la campagne et repartent dans leurs cantons quelques jours plus tard, tandis que Lautrec se replie avec les débris de son armée en territoire vénitien.
Cette bataille marque la fin de la domination des fantassins suisses sur les champs de bataille des guerres d'Italie, avec la progression de colonnes compactes de piquiers privés de tirs d'appui, ainsi que le début d'une série d’engagements où le rôle des armes à feu devient décisif.

## Contexte

### Le début de la sixième guerre d'Italie
En 1521, Charles Quint est à la fois empereur, chef de la maison de Habsbourg (possesseur des principautés autrichiennes), roi de Castille et roi d'Aragon, occupant la plus grande partie de la Navarre, souverain des Pays-Bas, comte de Bourgogne : ses possessions encerclent le royaume de France.
En Italie, François Ier occupe le duché de Savoie et détient depuis 1515 le duché de Milan (traité de Viterbe, à la suite de la victoire de Marignan), dont le gouverneur est le vicomte de Lautrec, maréchal de France. De son côté, Charles Quint détient le royaume de Naples, convoité par les rois de France depuis Charles VIII, et le royaume de Sicile, possessions anciennes de la couronne d'Aragon.
Le conflit entre Charles Quint et François Ier, qui a en vain tenté d'être élu empereur, éclate en 1521 sur plusieurs fronts : en Espagne, l'armée franco-navarraise de Guillaume Gouffier de Bonnivet s'empare notamment de Fontarrabie ; dans le nord du royaume, les Français attaquent Luxembourg et les Néerlandais conduits par Henri de Nassau répliquent à Ardres, Aubenton et Mézières ; en Italie, une grande opération est lancée contre le duché de Milan par la coalition réunissant Charles Quint, le pape Léon X et la famille Sforza.

### La guerre pour le duché de Milan

Situation politique de l'Italie : les duchés de Savoie et de Milan sont sous domination française et la république de Venise est alliée à la France. Les principautés autrichiennes et le royaume de Naples sont des possessions de Charles Quint, qui est allié au pape, chef temporel des États pontificaux. La république de Florence et les autres États changent régulièrement de camp.

Une puissante armée issue des États pontificaux, menée par le marquis de Mantoue Frédéric II, renforcée par des troupes espagnoles venues du royaume de Naples et de contingents plus modestes d'autres principautés italiennes, se concentre près de Mantoue sous le commandement de Prospero Colonna. Une force d'appoint formé de contingents souabes convoqués en Italie par Charles Quint traverse le territoire vénitien par la vallée du Mincio sans rencontrer d'opposition et s'installe à Valeggio sul Mincio.
Les troupes de Colonna quittent alors Mantoue et entrent en territoire milanais. Mais pendant quelques mois, Colonna mène une tactique de guérilla contre les garnisons françaises, mettant le siège devant quelques villes, mais évitant toute bataille rangée. À l’automne 1521, les forces de Lautrec, qui ont entrepris la mise en place d'une ligne défensive entre l’Adda et Crémone, sont affaiblies du fait de nombreuses désertions, particulièrement parmi les mercenaires suisses.
Colonna saisit l'occasion et franchit l’Adda à Vaprio, à 30 km à l'est de Milan ; Lautrec, manquant d’infanterie et considérant que la campagne de l'année en cours est terminée, se replie sur Milan. Mais Colonna n'a pas l'intention de renoncer à l'avance qu'il a prise. Dans la nuit du 23 novembre, il attaque la ville par surprise, débordant les défenseurs vénitiens qui gardent les remparts. Après quelques combats de rues désespérés, Lautrec se retire à Crémone avec 12 000 hommes.
Au mois de janvier 1522, les Français perdent Alexandrie, Pavie et Côme. François II Sforza, commandant des renforts venus d'Allemagne, contourne l'armée vénitienne à Bergame et fait sa jonction avec Colonna à Milan. Lautrec a entre-temps obtenu le renfort de 16 000 piquiers suisses, de quelques contingents vénitiens et de compagnies françaises commandées par Thomas de Foix et par Pedro Navarro. Il s'est également assuré les services du condottiere Jean des Bandes Noires. Les Français attaquent Novare et Pavie, espérant ainsi attirer Colonna dans une bataille rangée. Colonna quitte Milan et établit une place forte dans le monastère de Certosa au sud de la ville. Considérant que cette position serait trop difficile à prendre, Lautrec préfère attaquer les lignes de ravitaillement de Colonna en effectuant des chevauchées entre Milan et Monza, barrant ainsi les routes entre le Milanais avec les Alpes.
Mais Lautrec doit alors faire face aux exigences des mercenaires suisses, qui forment l'essentiel des effectifs de l'armée française et qui n'ont pas reçu de solde depuis leur arrivée en Lombardie. Les capitaines suisses, représentés par Albert von Stein (en), exigent que Lautrec attaque l’armée impériale, faute de quoi les mercenaires repartiraient vers leurs cantons d'origine. Lautrec se résout alors à regret à faire marcher ses troupes vers le sud, en direction de Milan.

## Préparatifs

Plan de la bataille. Les mouvements des troupes de Lautrec sont marqués en bleu ; ceux des Impériaux, commandés par Colonna, en rouge.

### Le camp retranché de Colonna à la Bicoque
Pendant ce temps, Colonna déplace ses troupes dans un nouveau camp fortement retranché : le parc du manoir de La Bicoque, à environ 6 km au nord de Milan.
Ce parc contrôle la route de Milan à Monza et Bergame, le long de laquelle a été creusé un grand fossé, qui protège le parc à l'est. Il ne peut être franchi que par un seul pont (de pierre), situé à quelque distance au sud des jardins. Du côté ouest, le parc est à l'abri d'une vaste étendue marécageuse. Le côté nord est bordé par une route en déblai ; Colonna en fait encore abaisser l'assise[pas clair] et dresser une levée en terre au sud de cette route. Son artillerie, mise en batterie sur des plates-formes en débord de cette levée, peut ainsi à loisir balayer le glacis au nord, ainsi qu'une partie de la route elle-même.

### Organisation des troupes de Colonna
Le flanc nord des jardins fait moins de 500 m de longueur, ce qui permet à Colonna d'y disposer ses troupes en rangs compacts.
Juste en contrebas des remparts, quatre rangs d’arquebusiers espagnols, commandés par Fernando de Àvalos prennent position. Ils sont appuyés par des piquiers espagnols et des lansquenets souabes commandés par Georg von Frundsberg. Le gros de la cavalerie impériale se tient à l'extrémité sud des jardins, loin en arrière de l'infanterie ; un corps de cavalerie à part protège le pont au sud-est.
Au soir du 26 avril, Lautrec dépêche en éclaireurs 400 cavaliers sous les ordres du sieur de Pontdormy afin de reconnaître les positions ennemies. Cette patrouille constate que la position est barrée par des fossés inondés et est inexpugnable de ce côté, informations qui ne dissuadent cependant pas les capitaines suisses de leur projet d'attaque.
Colonna, averti de l'arrivée des Français, envoie des messagers vers Milan pour demander des renforts ; Francesco Sforza rallie le camp le matin suivant avec 6 400 hommes, faisant sa jonction avec la cavalerie de Colonna près du pont de pierre.

### Dispositif de l'attaque française
Arrivant de Crémone située au sud-est de Milan, les troupes françaises s'installent pour la plus grande part au nord du camp de Colonna.
Le gros des troupes d'assaut est constitué par deux colonnes de fantassins suisses (de 4 000 à 7 000 hommes chacune), appuyées par de l’artillerie de campagne. Ces colonnes doivent s'emparer du rempart nord du camp de Colonna.
Une attaque simultanée est prévue sur le côté est, par un corps de cavalerie commandé par Lescun qui doit s'emparer du pont de pierre et prendre le camp à revers. Pontdormy est chargé de couvrir Lescun avec un escadron distinct et d'interdire toute attaque de flanc.
Le reste de l'armée française, et notamment l'infanterie, le gros des cavaliers et le reste des bataillons suisses, se déploie assez loin en arrière des deux premières colonnes d'assaut. Les contingents vénitiens commandés par François Marie della Rovere, duc d’Urbino sont positionnés un peu à droite (en regardant vers le sud) de l'armée française, face au côté ouest du camp impérial, protégé par les marécages.

## La bataille

### L'assaut des colonnes suisses
L'attaque est lancée par Lautrec à l'aube du 27 avril. En premier lieu, les Bandes Noires dispersent par une charge sur les ailes les avant-postes espagnols, dégageant le terrain devant les positions ennemies.
C'est Anne de Montmorency qui commande les colonnes d'assaut suisses. Alors qu'elles progressent vers le camp de Colonna, il leur ordonne de faire halte en attendant que l’artillerie ait bombardé les lignes de défense, mais elles refusent d'obéir, sans doute parce que les capitaines suisses ne croient pas à l'efficacité de tirs sur des levées de terre. L’historien Charles Oman rapporte l'opinion de témoins français de la bataille, selon laquelle « ils étaient en proie à une rage aveugle et à une confiance excessive. » Selon Oman, il existe aussi une certaine compétition entre les deux bataillons de mercenaires, dont l'un, commandé par Arnold Winkelried d’Unterwald, est formé de soldats des cantons ruraux, tandis que celui d’Albert von Stein est formé de soldats de Berne et d'autres cantons urbains.
Les Suisses, laissant l’artillerie d’appui loin en arrière, se trouvent bientôt à portée de l’artillerie impériale. N'ayant aucun endroit pour se mettre à couvert, ils essuient de lourdes pertes : selon Oman, près d'un millier d'hommes sont fauchés à ce moment.

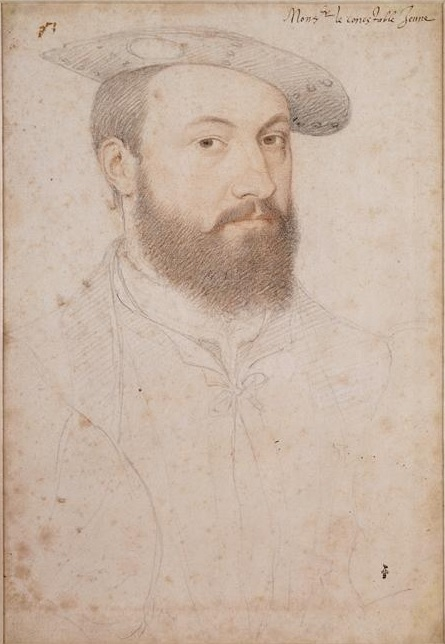
Anne de Montmorency, peint par Jean Clouet (vers 1530). Montmorency, qui commande l'assaut, est le seul Français survivant de ce raid.

Les assaillants rescapés tombent finalement sur l'obstacle annoncé par les éclaireurs français : la route, profondément enfoncée par rapport au niveau général du terrain, et les levées en terre, trop hautes pour la longueur des piques, arrêtent leur progression. En tentant de descendre sur la route, les mercenaires subissent de nouvelles pertes du fait des tirs des arquebusiers du capitaine d'Avalos. Néanmoins, ils lancent une série d'assauts désespérés pour ouvrir une brèche dans la défense des Impériaux. Quelques-uns d'entre eux parviennent à atteindre le sommet de la levée, où ils se trouvent aux prises avec les lansquenets, qui débouchent de derrière les arquebusiers. Il semble qu'un des capitaines suisses soit tué à ce moment dans un combat singulier avec von Frundsberg.
Les Suisses ne parviennent pas à reformer leurs rangs au sommet de la levée et sont repoussés. Au bout d'une demi-heure de tentatives infructueuses pour atteindre le haut du rempart, les survivants se replient sur les lignes françaises.
Ils laissant 3 000 morts sur le glacis et en contrebas des remparts, dont vingt-deux officiers, parmi lesquels Winkelried et Albert von Stein. Des nobles français qui ont accompagné l'assaut, seul Montmorency survit.

### L'attaque de revers de Lescun
Lescun, qui commande 400 gens d'armes, atteint pendant ce temps le pont au sud des jardins, force le passage et fait irruption dans le camp des Impériaux.
Colonna détache contre lui un corps de cavalerie commandé par Antonio de Leiva pour arrêter sa progression, tandis que François Sforza marche vers le pont pour enfermer Lescun dans le camp. Mais Pontdormy réussit à empêcher le blocage du pont et lorsque la cavalerie française se replie, elle peut s'échapper et rejoindre le gros de l'armée.

### Dénouement
Malgré les appels d'Avalos et de plusieurs officiers, Colonna refuse d'ordonner une contre-attaque massive, considérant que le gros des troupes de Lautrec, notamment sa cavalerie, est encore intact. Il estime aussi que les Français ne vont pas tarder à se replier, avis partagé par von Frundsberg. Quelques cavaliers espagnols appuyés par des arquebusiers essayent néanmoins de harceler les Suisses qui se replient, mais ils doivent lâcher prise face aux Bandes Noires de Jean de Médicis, chargées de couvrir le repli de l'artillerie française.
La décision de Colonna d'attendre sans intervenir s’avère judicieuse : les Suisses abandonnent l'idée de reprendre le combat et lèvent le camp le 30 avril ; Lautrec, estimant que la faiblesse de l'infanterie qui lui reste ne lui permet pas de poursuivre sa campagne de reconquête, se replie vers l'est en territoire vénitien, franchissant l’Adda pour faire halte à Trezzo.
Revenu à Crémone, Lautrec confie le commandement de l'armée à Lescun et part sans escorte pour Lyon faire son rapport à François Ier.

## Suites: de La Bicoque à Pavie (1525)
Le départ de Lautrec annonce l'effondrement des positions françaises dans le nord de l'Italie.
Colonna et d'Avalos, libérés de la menace française, marchent sur Gênes, dont ils s’emparent après un bref siège (mai 1522). Lorsque Lescun apprend la chute de Gênes, il négocie avec Francesco Sforza pour que le reste des forces françaises puisse repasser sans encombre les Alpes, en échange de la reddition du Castello Sforzesco à Milan, encore aux mains des Français.
Les Vénitiens, gouvernés par un nouveau doge, Andrea Gritti, ne souhaitent pas poursuivre la guerre ; en juillet 1523, Gritti conclut avec Charles Quint un traité de paix signé à Worms.
Les Français font plusieurs tentatives jusqu'en 1525 pour reconquérir le Milanais, notamment celle qui conduit au désastre de Pavie en 1525 ; fait prisonnier, François Ier est contraint de signer le traité de Madrid en 1526, par lequel, entre autres, il renonce à toute intervention en Italie.

## Conséquences
Une conséquence de cette bataille est le changement de comportement au feu des mercenaires suisses. Guichardin écrit à ce propos : « Ils se retirèrent dans leurs montagnes diminués non seulement en nombre, mais plus encore en audace ; car il est certain que les pertes qu'ils déplorèrent à La Bicoque les affectèrent à tel point qu'ils se départirent du courage qu'on leur enviait. »
Tout en continuant à participer aux guerres d'Italie, les mercenaires suisses n'ont plus l'audace de lancer des attaques frontales comme ils l'avaient fait à Novare en 1513 ou à Marignan en 1515. Leur comportement pendant la bataille de Pavie surprend par son manque d’initiative.
Une autre conséquence est la révélation de l'importance décisive des armes à feu sur les champs de bataille. Deux ans plus tard, la bataille de la Sesia montrent les possibilités de l’arquebuse : les arquebusiers y défont un assaut de cavalerie lourde en bataille rangée. Cette arme devient dès lors un équipement sine qua non de toute armée. Les piquiers conservent un rôle essentiel, mais moindre que celui des arquebusiers.
Plus tard, ces deux types de fantassins sont combinés pour former les régiments de tercios, qui vont opérer jusqu'à l'avènement de la baïonnette à la fin du XVIIe siècle. La doctrine offensive des Suisses du choc de piquiers appuyé par des tirs de flanc devient obsolète. À plus long terme, le siècle suivant est marqué par l'avènement de stratégies plus défensives ; la combinaison de l'arquebuse et du tracé à l'italienne transforme les assauts frontaux sur les positions fortifiées en véritables massacres. Il n'y a plus d'attaque de ce type jusqu'à la fin des guerres d'Italie.
À la suite de cette bataille, le mot bicoca passe à l'espagnol avec le sens de « gain sans effort », d' « aubaine », tandis qu'en français il signifiera « maison délabrée ».